# Fiction (Coldrain)
Fiction è il primo maxi singolo della band giapponese Coldrain, pubblicato il 5 novembre 2009 sotto l'etichetta VAP.

## Il singolo
Il CD, anche grazie al video musicale di Fiction pubblicato il 29 ottobre 2008, ha dato una certa prima notorietà in Giappone alla band. Fiction è stata successivamente inserita nell'album di debutto della band, Final Destination.

## Tracce
1. Fiction – 3:31
2. Come Awake – 3:42
3. I Know – 4:51

## Classifiche
| Classifica (2008) | Posizione massima |
| ----------------- | ----------------- |
| Giappone          | 181               |